# WWOZ
WWOZ est une station de radio américaine basée à La Nouvelle-Orléans, en Louisiane, et diffusant ses programmes sur la fréquence 90,7 MHz FM. Station musicale associative et non commerciale, elle est spécialisée dans la musique jazz, blues, et dans les musiques liées à la Nouvelle-Orléans et à la Louisiane.

## Historique
La station est fondée en 1980 et diffuse ses premières émissions le 4 décembre.
L'histoire de la radio est fortement marquée par l'ouragan Katrina en 2005, qui détruit l'émetteur et oblige la station à interrompre ses programmes pendant plusieurs mois. Face au risque de la perte de nombreux enregistrements de la station ayant une forte valeur historique et culturelle, la Bibliothèque du Congrès vient en aide à la station et prend en charge la sauvegarde de plus de 3000 heures d'enregistrements.

### Liens internes

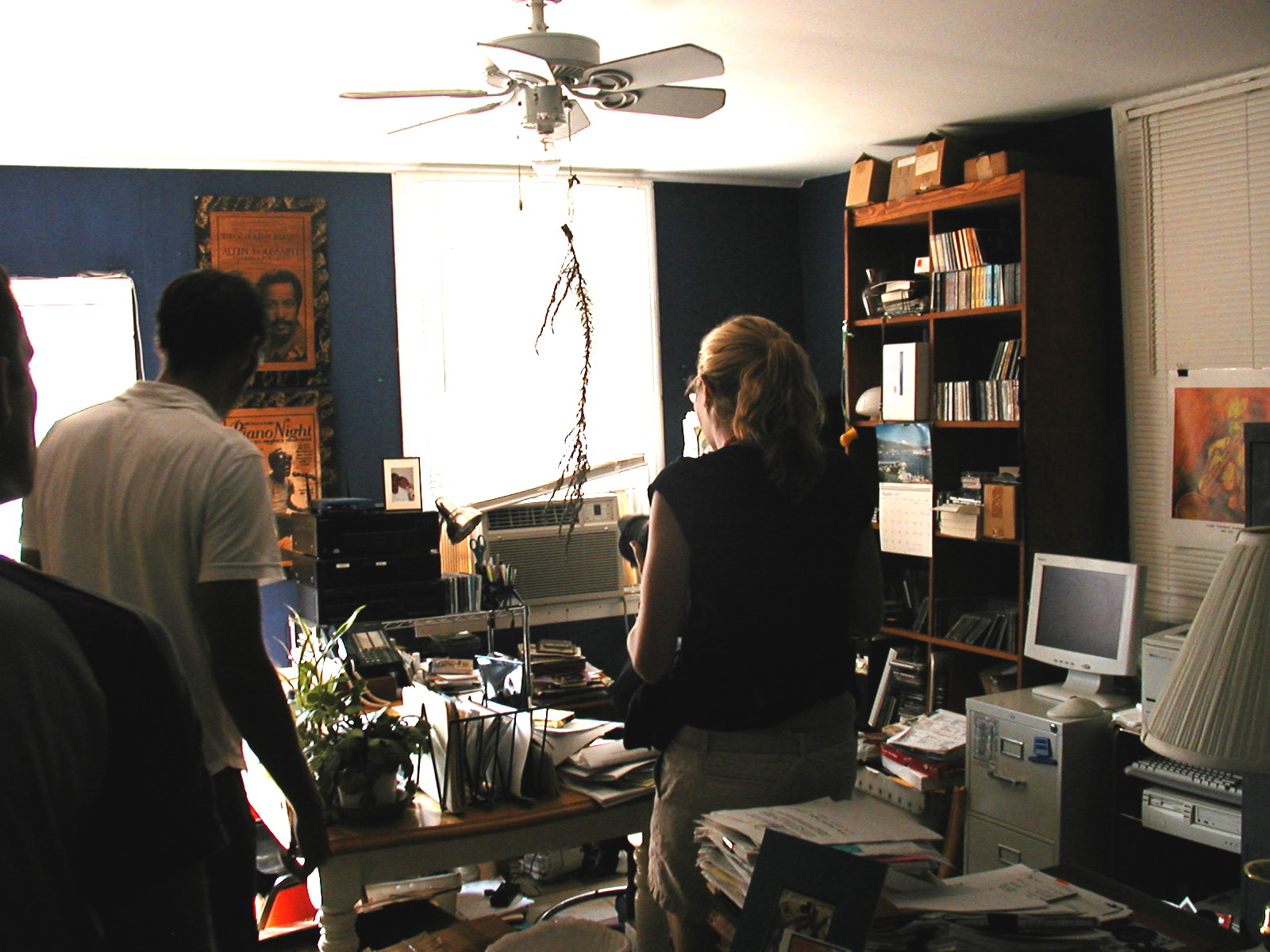
Locaux d'WWOZ après le cyclone Katrina

## Sources